# Ayhan Akbin
Ayhan Akbin (* 26. Juni 1955 in Karabük) ist ein ehemaliger türkischer Fußballspieler, -trainer und -funktionär. Nachdem er seine erfolgreichste Zeit bei Zonguldakspor verbracht hatte, stand er in der Zeit 1981 bis 1984 bei Galatasaray Istanbul unter Vertrag. Nach seiner Fußballspielerkarriere arbeitete er für diesen Verein eine kurze Zeit lang auch als Manager und Vereinsfunktionär. Er tritt gelegentlich als TV-Fußballexperte auf und schreibt auch in Printmedien Fußballkolumnen. In der Zeit 2013 bis 2015 hatte er das Amt des Präsidenten des Vereins der türkischen Profifußballspieler inne. Neben seinen Tätigkeiten rund um den türkischen Fußball machte er auch durch seine Ehe mit der Miss Turkey des Jahres 1981, mit Aydan Şener, auf sich aufmerksam.

## Spielerkarriere

### Verein
Die Anfänge von Akbins Fußballkarriere sind undokumentiert. Als erste belegte Tätigkeit begann er ab der Saison 1974/75 für den Erstligisten MKE Ankaragücü zu spielen. Mit diesem Verein spielte er erst zwei Spielzeiten lang in der 1. Lig und anschließend in der Saison 1976/77 in der 2. Futbol Ligi, der damaligen zweithöchsten türkischen Spielklasse. In dieser Saison erreichte er mit seinem Team die Zweitligameisterschaft und damit den direkten Wiederaufstieg in die 1. Lig. Nach dem Aufstieg konnte sich sein Klub nur eine Saison in der 1. Lig halten und stieg zum Sommer 1976 wieder in die 2. Lig ab.
Da sein Verein Ankaragücü in der Zweitligasaison 1978/79 den erneuten direkten Wiederaufstieg verfehlte, wurde Akbin im Sommer 1979 vom Erstligisten Zonguldakspor verpflichtet. Hier etablierte er sich in kürzester Zeit als Stammspieler und Leistungsträger. Die Spielzeit 1979/80 beendete er mit seiner Mannschaft völlig überraschend auf dem 3. Tabellenplatz und erreichte damit die beste Erstligaplatzierung der Vereinsgeschichte. Akbin wurde in dieser Spielzeit mit sechs Erstligatoren einer der erfolgreichsten Saisontorschützen seiner Mannschaft. Zudem wurde seine Mannschaft mit 19 Gegentoren nach dem Meister Trabzonspor die Mannschaft mit den wenigsten Gegentoren. In der darauffolgenden Spielzeit blieb Akbins Team in der Liga mit dem erreichten 7. Tabellenplatz hinter der Vorjahresleistung. Akbin selbst erzielte in dieser Spielzeit zehn Ligatore und lieferte damit die torreichste Saison seiner Karriere. Er wurde erneut der erfolgreichste Saisontorschütze seiner Mannschaft und einer der erfolgreichsten Torjäger der Erstligasaison 1980/81. Am Anfang dieser Spielzeit wurde er auch türkischer A-Nationalspieler.
Durch seine deutlichen Leistungssteigerungen bei Zonguldakspor geriet Akbin auch in die Transferlisten der drei großen Istanbuler Vereine Beşiktaş, Galatasaray und Fenerbahçe. Galatasaray reagierte am schnellsten und einigte sich bereits im Mai 1981 mit Akbin auf einen Wechsel. Nach etwa einen Monat andauernden Transferverhandlungen einigten sich die Istanbuler mit Zonguldakspor auf eine Ablösesumme von 8 Millionen Türkischer Lira und die Abgabe vom Mittelfeldspieler Turgay İnal. Nachdem diese Vereinbarung scheiterte, verpflichteten die Istanbuler Akbin erst Anfang Juli 1981 gegen eine Ablösesumme von 12 Millionen Lira.
Zu Galatasaray gewechselt fand er schnell in die Mannschaft und absolvierte in seiner ersten Saison 23 der 32 möglichen Ligaspiele und erzielte dabei fünf Tore. Sein Verein erlebte eine der schwierigsten Zeiten seiner bisherigen Vereinsgeschichte und war bis zum Saisonende mit dem Abstieg konfrontiert. Trotz der prekären Situation in der Liga gelang es Akbins Mannschaft in dieser Spielzeit, den Türkischen Pokal und TSYD-Istanbul-Pokal zu holen. Zudem holte seine Mannschaft den Devlet-Başkanlığı-Pokal. Obwohl Akbin mit seinen fünf Ligatoren zusammen mit dem Spielmacher Metin Yıldız der erfolgreichste Torschütze seiner Mannschaft war, blieb er insgesamt hinter den Erwartungen zurück und wurde wegen seiner geringen Chancenauswertung kritisiert. Vor dem Start des vorsaisonalen Vorbereitungscamps für die Saison 1982/83 wurde er vom Cheftrainer Özkan Sümer aus dem Kader suspendiert. So wurde er für die Saison 1982/83 an den neuen Erstligisten Kocaelispor und anschließend für die Saison 1983/84 an den Stadt- und Ligarivalen Karagümrük SK ausgeliehen. Nachdem im Sommer 1984 bei Galatasaray Jupp Derwall das Traineramt übernommen hatte und es im Kader an Stürmern mangelte, behielt Derwall für die anstehende Spielzeit Akbin im Kader.
Nachdem er gegen Mitte der Hinrunde der Saison 1984/85 nur einen Ligaeinsatz für Galatasaray absolviert hatte, wurde er an seinen alten Verein Zonguldakspor abgegeben. Hier spielte er nur bis zum Saisonende und wechselte anschließend zum Istanbuler Zweitligisten Üsküdar Anadolu 1908 SK.

### Nationalmannschaft
Akbins Nationalmannschaftskarriere begann 1975 mit einem Einsatz für die türkischen U-21-Nationalmannschaft. Fünf Jahre später wurde er 1980 im Rahmen eines Qualifikationsspiels der Weltmeisterschaft 1982 gegen die Isländische Nationalmannschaft vom Nationaltrainer Sabri Kiraz zum ersten Mal und für das Aufgebot der türkischen Nationalmannschaft nominiert und absolvierte in dieser Partie sein erstes und einziges A-Länderspieldebüt.
Insgesamt absolvierte er ein U-21- und ein A-Länderspiel.

## Trainerkarriere
Akbin betreute 1992 für die Dauer von zwei Monaten den Istanbuler Drittligisten Dikilitaş SK. Zuvor hatte er 1990 in einem Trainerseminar die notwendige Trainerlizenz erworben.

## Erfolge
Mit MKE Ankaragücü
- Meister er TFF 1. Lig und Aufstieg in die Süper Lig: 1976/77

Mit Zonguldakspor
- Tabellendritter der Süper Lig: 1979/80

Mit Galatasaray Istanbul
- Türkischer Pokalsieger: 1981/82
- Devlet-Başkanlığı-Pokalsieger: 1981/82
- TSYD-Istanbul-Pokalsieger: 1981/82

## Trivia
- Akbin heiratete 1983 die  Miss Turkey 1981 Aydan Şener und blieb mit ihr bis ins Jahr 1991 verheiratet.[8][9] Aus der Ehe ging die Tochter Ayşe Ecem Akbin hervor.[10]
- Akbin übernahm im Mai 2013 vom legendären türkischen Torhüter Turgay Şeren das Präsidentschaftsamt des Vereins der türkischen Profifußballspieler (türkisch Türkiye Profesyonel Futbolcular Derneği, kurz TPFD bzw. PFD). Nachdem er im März 2015 wiedergewählt worden war, trat er bereits einen Monat später von seinem Amt zurück.[11][12] Sein Amt übernahm Hakan Ünsal.